# Fülöp Zoltán (színművész)
Fülöp Zoltán (Marosvásárhely, 1954. május 23. –) Jászai Mari-díjas erdélyi magyar színész.

## Életpálya
Középiskolai tanulmányai után ugyanitt, a Szentgyörgyi István Színművészeti Intézetben tanult tovább, színész szakon. 1977-ben diplomázott, és a Szatmárnémeti Északi Színház Harag György Társulatának tagja lett. 1999-ben követte Parászka Miklós rendezőt Csíkszeredába, és a Csíki Játékszín művésze lett. 2002-ig párhuzamosan dolgozott Csíkszeredában és Szatmárnémetiben. 
2002-ben úgy döntött, Csíkszeredában marad (azóta nem tagja a Harag György Társulatnak). A Csíki Játékszínben a társulat meghatározó vezető színésze, 1999 óta több mint két tucat (zömmel fő-) szerepet játszott. Több jelentős szakmai elismerés, díj tulajdonosa.
Nős, két gyermeke van.

## Szerepei

### Fontosabb szerepei a Harag György Társulatnál
- Mezítlábas (Gorkij: Éjjeli menedékhely)
- Gedi (Sári bíró)
- Cliff Lewis (Osborne: Dühöngő ifjúság)
- Frank (Shaw: Warrenné mestersége)
- Zoltán (Méhes György: Dupla kanyar)
- Pista (Heltai Jenő: A tündérlaki lányok)
- Nagy András (Zágon I. – Nóti K: Hyppolit, a lakáj)
- Trinculo (Shakespeare: A vihar)
- Cleonte (Molière: Úrhatnám polgár)
- Vámos (Sütő András: Egy lócsiszár virágvasárnapja)
- Bolyongó (Örkény István: Kulcskeresők)
- Oszkár (Molnár Ferenc: Úri divat)
- János (Illyés Gyula: Dupla vagy semmi)
- Chineau (Eisemann -Zágon -Somogyi: Fekete Péter)
- Tanár (Spíró György: Csirkefej)
- AA (Mrożek: Emigránsok)
- Boris Mozsbolt (Ivan Kusin: Galócza)
- Ibolya Ede (Zerkovitz: Csókos asszony)
- Galamb (Bulgakov: Kutyaszív)
- Marcel (Pataki Éva: Edith és Marlene)
- Dr. Martiny (Móricz Zsigmond: Rokonok)
- Fecske (Tamási Áron: Csalóka szivárvány)
- Sándor (Eisemann: Egy csók és más semmi)
- Frédi (Huszka Jenő: Lili bárónő)
- Cornwall (Shakespeare: Lear király)
- Bagó (Kacsóh: János vitéz)
- Oberon (Shakespeare: Szentivánéji álom)
- Miska (Bakonyi-Békeffy: Mágnás Miska)
- George (Slade: Jövőre veled ugyanitt)

### A Csíki Játékszínnél játszott szerepei
- Cseresnyés (Molnár Ferenc: A doktor úr – 1999)
- Sir Francis Toplebee (Brandon Thomas: Charley nénje – 2000)
- Tudós, Kalmár, Fejedelem (Vörösmarty Mihály: Csongor és Tünde – 2000)
- Altoum (Gozzi: Turandot – 2001)
- Jourdain (Molière: Úrhatnám polgár – 2002)
- Agamemnon (Euripidész: Iphigeneia Auliszban – 2003)
- Balú (Békés-Dés-Geszti: A dzsungel könyve – 2002)
- Tomao Nicomacco (Vajda Katalin: Anconai szerelmesek – 2003)
- Arrak (Bródy Sándor: A medikus – 2003)
- Seress Rezső (Müller Péter: Szomorú vasárnap – 2004)
- Glagoljev (Csehov: Platonov – 2004)
- Sganarelle (Molière: Sganarelle – 2005)
- Spaghetti (Kálmán-Brammer-Grünwald: Montmartre-i ibolya – 2005)
- Szalay (Barta Lajos: Szerelem – 2006)
- Tevje, a tejesember (Stein-Bock-Harnick: Hegedűs a háztetőn – 2006)
- Ábrahám (Feo Belcari: Játék Ábrahámról és Izsákról – 2006)
- Malomszegi báró (Martos-Huszka-Darvas: Lili bárónő – 2006)
- Miller (Schiller: Ármány és szerelem – 2007)
- Cervantes/ Don Quijote (Leigh-Wasserman: La Mancha lovagja – 2007)
- Gajev (Csehov: Cseresznyéskert – 2007)
- Angelusz Papa (Szép Ernő: Lila ákác – 2008)
- Francia király (Kacsóh-Bakonyi-Heltai: János vitéz – 2008)
- A Tündér, A Tölgy (Maeterlinck: A kék madár – 2008)

### Filmek, melyekben szerepelt
- Zsigmond Dezső: A rózsa vére
- Gábor Péter: Pattogatott kukorica
- Gulyás Gyula: Fény hull arcodra, édesem
- Jeli Ferenc: A tizenötödik
- Balogh Zsolt: Kisváros[1]

## Díjak
- Legjobb epizódszereplő díja: Bolyongó – Örkény István: Kulcskeresők.
- A sepsiszentgyörgyi Nemzetiségi színházi kollokvium színészi különdíja: Galamb – Bulgakov: Kutyaszív.
- Férfi-alakítás-díj: Tevje – Kisvárda, 2007
- Jászai Mari-díj, 2008